# Gösta "Lill-Lulle" Johansson
Gösta "Lill-Lulle" Johansson, född den 2 mars 1929 i Stockholm, död den 10 april 1997 i Oscars församling i Stockholm, var en legendarisk svensk ishockeyspelare och son till Gustaf "Lulle" Johansson. 
Han var en av de första svenska ishockeyspelare som blev professionell och vann tyskt mästerskap som spelare i Krefeld i dåvarande Västtyskland. Vid sidan av en verksamhet som affärsman var Johansson under senare år en framgångsrik tränare i Sverige, Schweiz och för italienska HC Bolzano som han förde till mästartitlar. 

## Biografi
Johansson blev världsmästare 1953 för Sverige. Han spelade för det svenska ishockeylandslaget, mellan åren 1949 och 1955, tillsammans med Sven Tumba, Roland Stoltz, Lasse Björn. Han blev världsmästare 1953 och Stor grabb nummer 32 i ishockey. Han deltog vid de olympiska vinterspelen 1952 där han var med och erövrade en bronsmedalj. Johansson vann ytterligare två medaljer i VM, silver 1951 och brons 1954. 
Som spelare i Djurgårdens IF blev han svensk mästare sex gånger. 

### Proffskarriär
Johansson blev Sveriges andra ishockeyproffs, dock inte i Kanada utan i Europa. År 2002 uppmärksammades Gus Forslund som den förste svensken som spelat i NHL, något som tidigare värmlänningen Ulf Sterner (säsongen 1964–65 spelade för New York Rangers) ansetts vara. Forslund spelade säsongen 1932-33 48 matcher för Ottawa Senators, och gjorde 13 poäng, fyra mål och nio assists.  
Johansson spelade som proffs i Zürich - Schweiz, samt Krefeld - Tyskland säsongen 1950-51 i KTSV Preussen 1855 Krefeld, eller Preussen Krefeld . Han vann tyskt mästerskap som spelare i Krefeld i dåvarande Västtyskland.  

### Familj och senare år
Efter avslutad aktiv karriär fortsatte Johansson som ishockeytränare, vid sidan av en verksamhet som affärsman, i Sverige, Schweiz och för italienska Bolzano. Han avslutade tränaruppdragen 1980. Vann italienska mästerskapet 3 år i rad, 1976 till 1979, och fick igång den vilande italienska ishockeynationen. 
1955 gifte sig han sig med den tyska konståkarinnan Gundi Busch-Johansson. Hon blev Tysklands första VM-guldmedaljör i konståkning 1954. Senare flyttade de till Stockholm med sonen Peter Lulle Johansson. I Stockholm jobbade hon många år som konståkningstränare innan hon drog sig tillbaka 1997.
Gösta Johansson dog 1997 i levercancer hemma i sin bostad på Östermalm i Stockholm. Han är gravsatt i minneslunden på Galärvarvskyrkogården i Stockholm.

## Meriter
- SM-guld 1950, 1954, 1955, 1958, 1959, 1960
- VM-guld 1953
- VM-silver 1951
- VM-brons 1954
- OS-brons 1952